# Gardie (Aude)
Gardie település Franciaországban, Aude megyében. Lakosainak száma 128 fő (2022. január 1.). Gardie Pieusse, Saint-Hilaire, Villar-Saint-Anselme és Villebazy községekkel határos.

## Népesség
A település népessége az elmúlt években az alábbi módon változott:
| Lakosok száma | 160  | 112  | 95   | 104  | 116  | 120  | 121  | 127  | 127  | 128  |
|               | 1968 | 1982 | 1990 | 2006 | 2013 | 2015 | 2017 | 2019 | 2020 | 2022 |